# Kristály Sándor
Kristály Sándor (Csíkszentdomokos, 1975. március 22. –) erdélyi magyar matematikus, egyetemi tanár, a Magyar Tudományos Akadémia külső tagja.

## Élete
1997-ben végezte a Babeș–Bolyai Tudományegyetem (BBTE) matematika szakát, 1998–2003 között tanársegéd a BBTE matematika és informatika karán. 2003-ban megszerezte a doktori címet matematikából. 2003–2007 között adjunktus a BBTE közgazdaságtan és gazdálkodástudományi karának sepsiszentgyörgyi kihelyezett tagozatán. 2007-től egyetemi docens, 2013-tól pedig egyetemi tanár ugyanott. 2016-tól az Óbudai Egyetem Neumann János Informatikai Kara Alkalmazott Matematikai Intézetének egyetemi tanára is. 2025-ben a Magyar Tudományos Akadémia külső tagjává választották.

## Munkássága
Kutatási területe: variációszámítás, kritikus pontok elmélete, geometriai analízis, Riemann-Finsler geometria.
Kristály Alexandru néven publikál. 

### Könyvei
- Costea N, Kristály A, Varga C, Variational and Monotonicity Methods in Nonsmooth Analysis, Frontiers in Mathematics, Birkhäuser/Springer, ISBN 978-3-030-81670-4
- Kristály A, Rădulescu V, Varga C, Variational Principles in Mathematical Physics, Geometry, and Economics, Encyclopedia of Mathematics and its Applications, No. 136, Cambridge University Press, Cambridge, UK. ISBN 0521117828, ISBN 9780521117821
- Kristály A, A Set-Valued Approach to Critical and Equilibrium Points, Casa Cărţii de Ştiinţă, Cluj-Napoca, 2009, 140 p. ISBN 978-973-133-616-9.
- Kristály A, Introducere în matematica economică şi financiară, Casa Cărţii de Ştiinţă, Cluj-Napoca, 2006, 148 p. ISBN 973-686-965-2.
- Kristály A, Bevezetés a gazdasági és pénzügyi matematikába, Casa Cărţii de Ştiinţă, Cluj-Napoca, 2006, 148 p. ISBN 973-686-966-0.

### Szakcikkei (válogatás)
- Kristály A, Sharp Sobolev inequalities on noncompact Riemannian manifolds with 𝖱𝗂𝖼 ≥ 0 via Optimal Transport theory, CALCULUS OF VARIATIONS AND PDE, (2024) 63:200.

- Balogh Z, Don S, Kristály A, Sharp weighted log-Sobolev inequalities: characterization of equality cases and applications, TRANS. AMER. MATH. SOC., 377 (2024) no. 7, 5129–5163.

- Balogh Z, Kristály A, Sharp isoperimetric and Sobolev inequalities in spaces with nonnegative Ricci curvature, MATH ANNALEN, 385 (2023), no. 3-4, 1747–1773.
- Kristály A, Lord Rayleigh's Conjecture for Vibrating Clamped Plates in Positively Curved Spaces, GEOM FUNCT ANAL (GAFA), 32 (2022) 881–937.
- Kristály A, Zhao W, On the geometry of irreversible metric-measure spaces: Convergence, Stability and Analytic aspects, J MATH PURES APPL (Liouville Journal), 158 (2022), 216–292
- Farkas C, Kristály A, Mester Á, Compact Sobolev embeddings on non-compact manifolds via orbit expansions of isometry groups, CALCULUS OF VARIATIONS AND PDE, (2021) 60:128.
- Balogh Z, Gutiérrez E C, Kristály A, Sobolev inequalities with jointly concave weights on convex cones, PROC. LOND. MATH. SOC., 122 (2021), no. 4, 537–568.
- Kristály A, Fundamental tones of clamped plates in nonpositively curved spaces, ADV. MATH., 367 (2020), 107113, p.  39.
- Huang L, Kristály A, Zhao W, Sharp uncertainty principles on general Finsler manifolds, TRANS. AMER. MATH. SOC. 373  (2020),  no. 11, 8127–8161.
- Balogh Z, Kristály A, Equality in Borell-Brascamp-Lieb inequalities on curved spaces, ADV. MATH., 339 (2018), 453–494.
- Balogh Z, Kristály A, Sipos K, Geometric inequalities on Heisenberg groups, CALCULUS OF VARIATIONS AND PDE, (2018) 57:61, 1–41.
- Barbosa E, Kristály A, Second-order Sobolev inequalities on Riemannian manifolds with nonnegative Ricci curvature, BULL. LONDON MATH. SOC., 50 (2018), no. 1, 35–45.
- Kristály A, Sharp uncertainty principles on Riemannian manifolds: the influence of curvature,  J. MATH. PURES APPL.  (Liouville Journal), 119 (2018), 326–346.
- Kristály A, Metric measure spaces supporting Gagliardo-Nirenberg inequalities: volume non-collapsing and rigidities, CALCULUS OF VARIATIONS AND PDE 55 (2016), no. 5, Art. 112, 27 pp.
- Kristály A, Repovš D, Quantitative Rellich inequalities on Finsler-Hadamard manifolds, COMMUN. CONTEMP. MATH.,18 (2016), no. 6, 1650020, 17 pp.
- Farkas C, Kristály A, Varga C, Singular Poisson equations on Finsler–Hadamard manifolds, CALCULUS OF VARIATIONS AND PDE 54 (2015), no. 2, 1219–1241.
- Balogh Z, Calogero A, Kristály A, Sharp comparison and maximum principles via horizontal normal mapping in the Heisenberg group, J. FUNCT. ANAL. 269 (2015), no. 9, 2669–2708.
- Kristály A,  Nash-type equilibria on Riemannian manifolds: a variational approach, J. MATH. PURES APPL.  (Liouville Journal), (9) 101 (2014), no. 5, 660–688.
- Kristály A, Ohta S, Caffarelli-Kohn-Nirenberg inequality on metric measure spaces with applications, MATH. ANNALEN, 357:(2) 711–726 (2013).
- Kristály A, On a new class of elliptic systems with nonlinearities of arbitrary growth, J. DIFFERENTIAL EQUATIONS, 249:(8) 1917–1928 (2010).
- Kristály A, Morosanu Gh, New competition phenomena in Dirichlet problems, J. MATH. PURES APPL. (Liouville Journal), 94:(6) 555–570 (2010).
- Kristály A, Infinitely many solutions for a differential inclusion problem in RN, J DIFFERENTIAL EQUATIONS 220: (2) 511–530 (2006).

## Díjak, elismerések
- Bolyai János Kutatási Ösztöndíj (2009-2012, 2013-2016, Magyar Tudományos Akadémia);
- Bolyai-plakett[4] (2013, Magyar Tudományos Akadémia);
- Spiru Haret-díj[5] (2014, Román Akadémia);
- Ad Astra díj (2020, Bukarest);
- Arany János-díj: Kiemelkedő Tudományos Teljesítmény Díj (2021, Magyar Tudományos Akadémia).